# Quand tu es perdu dans les ténèbres
 (janvier 2023).
La mise en forme du texte ne suit pas les recommandations de Wikipédia : il faut le « wikifier ».
Les points d'amélioration suivants sont les cas les plus fréquents. Le détail des points à revoir est peut-être précisé sur la page de discussion.
- Les titres sont pré-formatés par le logiciel. Ils ne sont ni en capitales, ni en gras.
- Le texte ne doit pas être écrit en capitales (les noms de famille non plus), ni en gras, ni en italique, ni en « petit »…
- Le gras n'est utilisé que pour surligner le titre de l'article dans l'introduction, une seule fois.
- L'italique est rarement utilisé : mots en langue étrangère, titres d'œuvres, noms de bateaux, etc.
- Les citations ne sont pas en italique mais en corps de texte normal. Elles sont entourées par des guillemets français : « et ».
- Les listes à puces sont à éviter, des paragraphes rédigés étant largement préférés. Les tableaux sont à réserver à la présentation de données structurées (résultats, etc.).
- Les appels de note de bas de page (petits chiffres en exposant, introduits par l'outil «  Source ») sont à placer entre la fin de phrase et le point final[comme ça].
- Les liens internes (vers d'autres articles de Wikipédia) sont à choisir avec parcimonie. Créez des liens vers des articles approfondissant le sujet. Les termes génériques sans rapport avec le sujet sont à éviter, ainsi que les répétitions de liens vers un même terme.
- Les liens externes sont à placer uniquement dans une section « Liens externes », à la fin de l'article. Ces liens sont à choisir avec parcimonie suivant les règles définies. Si un lien sert de source à l'article, son insertion dans le texte est à faire par les notes de bas de page.
- La présentation des références doit suivre les conventions bibliographiques. Il est recommandé d'utiliser les modèles {{Ouvrage}}, {{Chapitre}}, {{Article}}, {{Lien web}} et/ou {{Bibliographie}}. Le mode d'édition visuel peut mettre en forme automatiquement les références.
- Insérer une infobox (cadre d'informations à droite) n'est pas obligatoire pour parachever la mise en page.

Pour une aide détaillée, merci de consulter Aide:Wikification.
Si vous pensez que ces points ont été résolus, vous pouvez retirer ce bandeau et améliorer la mise en forme d'un autre article.
 (janvier 2023).
Quand tu es perdu dans les ténèbres (When You're Lost in the Darkness) est le pilote de la série télévisée dramatique américaine The Last of Us, qui se situe dans un univers post-apocalyptique. Écrit par les scénaristes de séries Craig Mazin et Neil Druckmann et réalisé par Mazin, l'épisode est diffusé sur HBO le 15 janvier 2023. Il introduit le personnage de Joel (Pedro Pascal), dont la fille Sarah (Nico Parker) est tuée au cœur du chaos de l'éclatement d'une pandémie mondiale causée par une forme mutante du champignon Cordyceps qui transforme ses victimes en prédateurs assoiffés de sang. Vingt ans plus tard, Joel et sa partenaire Tess (Anna Torv) partent à la recherche du frère de Joel, Tommy (Gabriel Luna), et sont chargés d'infiltrer la jeune Ellie (Bella Ramsay) en échange de provisions.
Le réalisateur original de l'épisode, Johan Renck, a dû se désister en raison d'un conflit d'agenda causé par la pandémie de COVID-19. Son successeur, Kantemir Balagov, a quitté le projet en raison de différends artistiques et a été remplacé par Mazin. Quand tu es perdu dans les ténèbres a d'abord été écrit en deux épisodes, qui ont finalement été réunis : les cadres de HBO ont pensé que le premier épisode original n'attirerait pas les audiences la semaine suivante. Mazin et Druckmann ont écrit de nouvelles scènes pour étendre l'univers et permettre aux spectateurs d'entrer en empathie avec ses personnages. Le tournage de la série a débuté à Calgary, dans l'état d'Alberta au Canada, en juillet 2021. L'épisode a été acclamé par la critique, avec mentions spéciales pour le scénario, la réalisation, et les performances de Pascal, Ramsey, Parker, et Torv. Il a été vu par 4,7 millions de spectateurs le premier jour, et plus de 10 millions dans les deux jours qui ont suivi.

## Intrigue
Dans un talk show de 1968, deux épidémiologistes, le Dr Neuman (John Hannah) et le Dr Schoenheiss (Christopher Heyerdahl), discutent des conséquences d'une potentielle pandémie mondiale. Neuman avance que les champignons, tels que le Cordyceps, sont une menace tout aussi grande que n'importe quelle bactérie ou que n'importe quel virus étant donné l'absence de traitement ou d'antidote pour un infection fongique. Schoenheiss pointe l'impossibilité pour des humains d'être atteints d'une infection fongique en raison de l'incapacité des champignons à survivre à la température élevée de leur corps. Neuman est d'accord mais il fait remarquer que les champignons pourraient évoluer pour dépasser cette faiblesse à mesure que le monde se réchauffe, moment à partir duquel l'humanité ne survivrait pas.
En 2003, Joel (Pedro Pascal) vit avec sa fille Sarah (Nico Parker) et son frère Tommy (Gabriel Luna) à Austin, Texas, qui travaille dans le bâtiment. Sarah paye pour faire réparer la montre de Joel pour son anniversaire. Elle s'endort devant un film et Joel part payer la caution de Tommy pour le sortir de prison. Sarah se réveille quelques heures plus tard et retrouve ses voisins morts, l'un d'eux devenu une créature cannibale. Joel rentre avec Tommy et tue la créature. Alors que Joel, Tommy et Sarah s'enfuient au milieu d'une foule terrorisée, les débris d'un avion s'écrasent sur le camion de Tommy et le renversent. Joel essaie de s'enfuir vers la rivière avec Sarah mais il est bloqué par un soldat armé, qui leur tire dessus. Tommy tue le soldat, mais Sarah est mortellement blessée et meurt dans les bras de son père.
Vingt ans plus tard, en 2023, après que la pandémie mondiale du champignon Cordyceps a décimé la civilisation humaine, Joel vit dans une zone de quarantaine militaire située dans les ruines de Boston, Massachusetts, gérée par l'Agende Fédérale de Réponse au Désastre (Federal Disaster Response Agency, FEDRA). Lui et sa partenaire Tess (Anna Torv) se soutiennent mutuellement en faisant de la contrebande avec des civils et des soldats. Joel a l'intention de quitter la zone pour le Wyoming à la recherche de Tommy, avec qui il a perdu contact plusieurs semaines auparavant. Joel et Tess achètent une batterie de voiture à Robert (Brendan Fletcher), un marchand local, mais se font doubler quand la batterie est finalement vendue aux Lucioles (Fireflies), un groupe de résistants qui se bat contre la FEDRA.
En tentant de la récupérer, ils réalisent que le marché a tourné court, laissant Robert et la plupart des Lucioles mortes. La meneuse blessée des Lucioles, Marlene (Merle Dandridge), implore Joel et Tess d'amener la jeune Ellie (Bella Ramsey) à la Old State House pour la remettre à un groupe de Lucioles qui l'y attend, en échange de provisions pour trouver Tommy. Joel et Tess acceptent le job. Le trio attend la nuit pour quitter la zone de quarantaine. Ils tombent alors sur un soldat (avec qui Joel faisait du trafic) et sont obligés de se soumettre à un test d'infection. Pendant que Joel et Tess essaient de négocier avec le soldat, Ellie le poignarde à la jambe. Le soldat menace de tirer sur Ellie, rappelant à Joel la mort de Sarah ; il perd son sang froid et bat le soldat à mort. Le test d'Ellie est positif, mais elle jure qu'elle n'est pas infectée puisqu'elle a été mordue trois semaines plus tôt. Joel, Tess et Ellie pénètrent peu après dans une zone de contamination biologique dans le quartier commercial de Boston pour fuir les soldats de la FEDRA.

## Réception

### Diffusion et notations
L’épisode est diffusé le 15 janvier 2023 sur HBO et sur Amazon Prime en France. Il obtient la note de 9,1/10 sur le site IMBD. 